# 长海县
39°16′22″N 122°35′19″E / 39.27272800000001°N 122.588494°E
长海县是辽宁省大连市下辖的一个县，位于辽东半岛东部的黄海北部海中，东与朝鲜隔海相望，是中國大陸距離韓國最近的地方（海洋島至白翎島，約170公里）；西邻大连市的金州区和普兰店区。全县由142个岛、坨、礁组成，统称外长山列岛。陆地总面积119平方公里，海域面积7720平方公里。县人民政府驻大长山岛镇东山社区。是中国东北地区唯一的海岛县和中华人民共和国唯一的海岛边境县。最西端岛屿是广鹿岛，最东端岛屿是海洋岛。

## 历史沿革
该地最早的人类活动遗址上马石贝丘遗址距今7000余年。1945年11月由建立长山区，隶属新金县（今普兰店区）。1949年11月，设立长山县，属旅大行署区、旅大市。1953年1月因与山东省长山县（今长岛县，已于2020年6月22日与蓬莱市合并改制为蓬莱区）重名而改称长海县至今。

## 地理状况

### 地質地貌
長海縣位於長山群島，屬於長白山山脈的延伸部分，後隨黃海北部平原一起沉陷為海，原生的嶺峰突兀海面形成群島。境內岩石多為侵入岩和變質岩。主要地貌特徵為海蝕地貌和海積地貌。

### 氣候溫度
長海縣處於亞歐大陸與太平洋之間的中緯地帶，屬北溫帶濕潤季風氣候區，四季分明，季風明顯，日照充足。受海洋氣候影響，空氣溫和，晝夜溫差較小，無霜期長，達220天左右。年平均氣溫在10℃左右，最冷的1月份平均氣溫-7.1℃，最低氣溫-15.9℃；最熱的8月份平均氣溫25.3℃，最高氣溫30℃。年平均降水量633毫米，多集中在七、八、九月份。

## 自然資源

### 礦產資源
長海縣有鐵、金鋼砂和白粘土等礦產資源。

### 生物資源
長海縣海域面積10324平方公里，有適於浮筏養殖淺海水面1.6萬公頃；適於底播增殖貝、藻類海底面積9.7萬公頃；適於魚類人工放流增殖海域面積13萬公頃。魚、蝦、貝、藻等海產品資源多達400餘種，可食用藻類數十種，經濟貝類十幾種。

## 人口
根據第七次人口普查數據，截至2020年11月1日零時，長海縣常住人口66824人。

## 經濟

### 綜述
2012年，長海縣全年實現地區生產總值77.3億元，按可比價格計算，同比增長11.0%。其中，第一產業增加值50.5億元，增長11.5%；第二產業增加值7.9億元，增長6.3%；第三產業增加值18.9億元，增長11.7%。三次產業構成比例達到65.3:10.2:24.5。按常住人口計算，全縣人均生產總值達到96158元，同比增長17.4%。

### 第一產業
2012年，長海縣全年農作物播種面積639公頃，其中糧食及大豆播種面積576公頃，蔬菜63公頃；全年糧食總產量2640噸，蔬菜產量2643噸；年末果園面積70公頃，果樹株數43440株，水果產量336噸。年內大牲畜出欄數65頭，肉豬出欄8869頭，肉羊出欄149頭、家禽出欄2.49萬隻；全年肉類總產量945.9噸，奶類總產量10噸，禽蛋總產量144.3噸；年末大牲畜存欄數672頭，生豬存欄4764頭，羊存欄418頭，家禽存欄1.8萬隻。
2012年全年水產品總產量達71.6萬噸，同比增長17.1%，其中養殖產量44.9萬噸，同比增長22.3%，捕撈產量26.7萬噸，同比增長9.2%。水產品總產量中，魚類、甲殼類、貝類、藻類和頭足類產量分別為14.0萬噸，0.46萬噸，35.7萬噸，6.4萬噸和0.2萬噸。

### 第二產業
2012年，長海縣全年工業總產值實現24.4億元，同比下降2.5%，其中規模以上工業產值8.7億元，同比下降31.0%；規模以下工業產值15.7億元，同比增長26.2%。全縣用電量11968萬千瓦時（含石城、王家），同比增長9.5%，其中工業用電量2723萬千瓦時，同比增長8.1%。
2012年全年建築業總產值實現7.5億元，同比增長27.4%，其中資質以上企業10家，實現產值7.0億元，增長27.6%；個體建築業實現產值0.5億元，增長24.3%。建築業竣工產值實現7.1億元，同比增長29.2%，其中資質以上建築業竣工產值6.7億元，增長29.0%。資質以上建築業主營業務收入2.5億元，利潤總額0.09億元。資質以上建築業房屋建築施工面積47.5萬平方米，同比下降17.0%；房屋建築竣工面積41.9萬平方米，增長31.2%，其中住宅38.6萬平方米，增長35.2%。

### 第三產業
2012年長海縣全年共接待上島遊客122.5萬人次，同比增長11.4%；實現旅遊綜合收入9.2億元，同比增長22.8%。全年社會消費品零售總額實現10.6億元，同比增長15.7%。
2012年全年實現外貿自營進出口總額1.12億美元，同比增長17.0%。其中出口創匯總額1.06億美元，增長15.4%；進口0.06億美元，增長60.0%。全年實際利用外商直接投資1億美元，同比下降9.1%；實際利用內資24.1億元，同比增長40.2%，其中省外資金20億元，省內資金4.1億元。

## 交通
自長山島水道縱橫，港灣眾多，海運航線四通八達。全縣有40餘個客貨運輸港口，與遼寧、山東、江蘇、廣東等15個省、市、縣的20多個港口通航。其中與長海直接通航的有三個港口：大連港、金州區杏樹屯港、普蘭店區皮口港。大連港可乘船去往大長山、獐子島、海洋島。杏樹屯港可乘船去往廣鹿島、大長山、獐子島、海洋島。皮口港可乘船去往大長山、廣鹿島、哈仙島、瓜皮島、格仙島、塞里島。
大长山岛上建有大连长海机场，并有往返周水子国际机场的固定航班（冬季停飞）。大长山岛镇与小长山岛镇之间有2014年建成投用的大连长山大桥沟通。大长山岛镇与普兰店区皮口街道之间有在建的大连长海大桥，该桥建成后，507国道将完全贯通其大、小长山岛与陆地。
各岛内基本形成了完善的公路网。目前大长山岛、小长山岛、獐子岛、海洋岛、广鹿岛有岛内公交线路。
島上縣鄉公路10餘條，村村通公路。各鄉鎮與縣裡每日通航，島上與大連市每日有多次航班。同時長海至大連的空中客運開通，成為縣級民用機場開通航班的第一縣。

## 景點
三元宮：三元宮始建於明末清初，位於大長山島三官廟村，後來被毀。現今的三元宮是由企業投資修建，為遼南地區最大的道家宮觀。
祈祥園：祈祥園位於大長山島南海坨子，因供奉“神仙”海神娘娘塑像而得名，塑像高6.8米，由一整塊漢白玉雕刻而成。
媽祖廟：媽祖廟位於廣鹿島老鐵山風景區懸崖峭壁上，始建於明朝崇禎六年（公元1633年），因該廟供奉“神仙”馬祖而得名。
仙女湖：仙女湖旅遊風景區位於長海縣廣鹿島西南端，面積約3000畝，最高峰為老鐵山，與旅順老鐵山齊名，海拔245.9米，為廣鹿島第二高峰。
哭娘頂：哭娘頂位於海洋島南部，是長山群島第一高峰，海拔373米。
鷹嘴石景區：鷹嘴石景區位於獐子島東南部，占地面積10萬平方米，其中鷹嘴石屹立於海濱，因其酷似蒼鷹的頭部而得名。

## 行政区划
长海县下辖5个镇：
大长山岛镇、獐子岛镇、广鹿岛镇、小长山岛镇和海洋岛镇。